# Anastasia (sœur de Constantin Ier)
Pour les articles homonymes, voir Anastasia.
Anastasia était la fille de l'empereur Constance Chlore et de Théodora. Elle était également la demi-sœur de l'empereur Constantin Ier,.
Anastasia a épousé Bassianus en 314 qui fut nommé césar (empereur-adjoint dans la Tétrarchie) par  Constantin  Ier. Son époux fut cependant exécuté en 316 pour avoir organisé un complot pour assassiner Constantin Ier.

## Postérité

### Art contemporain
- Anastasia figure parmi les 1 038 femmes référencées dans l'œuvre d’art contemporain The Dinner Party (1979) de Judy Chicago. Son nom y est associé à Marcelle[4],[5].

### Sources
- (en) Cet article est partiellement ou en totalité issu de l’article de Wikipédia en anglais intitulé « Anastasia (sister of Constantine I) » (voir la liste des auteurs).
- Chausson, F, Une Sœur de Constantin : Anastasia, J.-M. Carrié et Rita L. Testa. “Humana Sapit”: Études d’Antiquité Tardive Offertes à Lellia Cracco Ruggini. Turnhout: Brepols, 2002